# Odorrana zhaoi
Odorrana zhaoi es una especie de anfibio anuro de la familia Ranidae.

## Distribución geográfica yhábitat
Es endémica del sudeste del Tíbet (China). Su rango altitudinal oscila alrededor de 767 m s. n. m..